# Peter Fanger
Peter Georg Fanger (* 13. August 1946 in Berlin (SBZ); † 25. Oktober 2020 in Dresden) war ein deutscher Dirigent. 1976 bis 1983 war er Kapellmeister der Suhler Philharmonie und gründete 1976 die Singakademie Suhl. 1983 bis 1987 war er Chordirektor am Kleist-Theater und gründete 1984 das Neue Frankfurter Collegium Musicum in Frankfurt (Oder). Seit 1987 war Fanger Chefdirigent der Riesaer Symphoniker, die nach zwei Fusionen (1993 mit dem Staatlichen Orchester Sachsen sowie 2000 mit dem Sinfonieorchester Pirna) zur Neuen Elbland Philharmonie wurden. Fanger wurde 1993 zu deren Generalmusikdirektor ernannt und blieb bis 2006 in dieser Position. 2011 gründete er in Dresden den Kammerchor Camerata Cantorum.

## Leben und Wirken
Peter Fanger erhielt von 1953 bis 1965 eine Klavierausbildung an der Musikschule Berlin-Friedrichshain. Danach begann er ein Chordirigierstudium bei Professor Fritz Höft an der Hochschule für Musik Hanns Eisler Berlin, das er 1970 abschloss.

### 1970–1983 Weimar und Suhl
Von 1972 bis 1976 studierte Fanger Orchesterdirigieren bei Professor Olaf Koch an der Hochschule für Musik Franz Liszt Weimar. Von 1970 bis 1976 arbeitete er als Chorassistent am Deutschen Nationaltheater Weimar. 1976 wurde er als Kapellmeister der Suhler Philharmonie engagiert und mit dem Aufbau einer Singakademie betraut. Auf eine Postwurfsendung hin meldeten sich über 200 Sangesfreudige, von denen sich rund 150 Sängerinnen und Sänger am 2. November 1976 zur Gründung der Singakademie im Kulturhaus „7. Oktober“ versammelten. Die Singakademie Suhl gab unter Fangers Leitung ihr Debüt am 9. Mai 1977 mit der Chorfantasie von Ludwig van Beethoven. Es folgten anspruchsvolle Werke der Chorsinfonik wie „Die Jahreszeiten“ von Joseph Haydn (1980) oder „Ein deutsches Requiem“ von Johannes Brahms (1983). Fanger leitete die Singakademie wie auch das Kammerorchester der Technischen Universität Ilmenau von 1976 bis 1983.  

### 1983–1987 Frankfurt (Oder)
1983 begann seine Arbeit in Frankfurt (Oder) am Kleist-Theater als Chordirektor mit Dirigierverpflichtung. Er leitete Aufführungen von Konzerten, Opern, Operetten und Musicals, u. a. Nabucco, La Traviata, Der Liebestrank, Martha, Julius Cäsar, Hänsel und Gretel, Der Zigeunerbaron oder Annie Get Your Gun. 1984 rief Fanger mit Musikerinnen und Musikern des Philharmonischen Orchesters Frankfurt das Neue Frankfurter Collegium Musicum ins Leben, mit Schwerpunkt auf der Kammermusikpflege vom Barock bis zur Moderne. Es folgten Gastdirigate im In- und Ausland. Auch die Einstudierung und Produktion der Matthäus-Passion von Johann Sebastian Bach und dem Requiem von Hector Berlioz mit dem Rundfunkchor Berlin fielen in diese Zeit.

### 1987–2006 Riesa und Dresden

#### 1987–1992 Riesaer Symphoniker
Fanger wurde 1987 zum Chefdirigenten der Riesaer Symphoniker berufen. Ab 1988 konzipierte und dirigierte er für viele Jahre die traditionelle Abschlussveranstaltung „Dresden singt und musiziert“ der Dresdner Musikfestspiele auf der Brühlschen Terrasse. Außerdem studierte er 1991 die Produktion „La Notte – Eine Sommernacht mit Mozart“ der Dresdner Musikfestspiele ein. 1992 entstand eine Produktion der Riesaer Symphoniker zusammen mit dem Pianisten Andreas Boyde mit Werken von Rachmaninow, Mozart, Brahms und Grieg. Im Booklet der CD ist zu lesen: „Einhellige Urteile der Presse heben immer wieder Peter Fangers spannungsgeladene und zugleich differenzierte, spielfreudige und sensible Interpretationen hervor.“

#### 1993–1999 Elbland-Philharmonie
1993 fusionierten die Riesaer Symphoniker mit dem Staatlichen Orchester Sachsen Chemnitz zur Elbland-Philharmonie. Peter Fanger wurde zu deren Generalmusikdirektor und künstlerischem Geschäftsführer ernannt. In den folgenden Jahren kam es zu zahlreichen Kooperationen des Ensembles z. B. mit der internationalen Opernwerkstatt Coopera (1994 Mozarts „Entführung aus dem Serail“ im Festspielhaus Hellerau; 1997 Peter Maxwell Davies̕ „Der Leuchtturm“ und „Die sieben Todsünden“ von Brecht und Weill im Theater Meißen), dem Saarländischen Jugendorchester (1995 mit Gastspielreisen) oder der Polnischen Musikakademie Wrocław (1997 Aufführung der Oratorien „Christus“ von Franz Liszt und „Messiah“ von Georg Friedrich Händel).
1995 entstand unter Fangers Leitung das „Konzert der Versöhnung“ in der Werkhalle des Industriebau-Unternehmens Freyler auf dem Gelände des ehemaligen Stahlwerks Riesa. Das Konzert, bei dem Gustav Mahlers Adagietto-Satz für Streicher und Harfe aus der 5. Sinfonie und die Sinfonie der Klagelieder von Henryk Mikołaj Górecki aufgeführt wurden, fand anlässlich des fünfzigsten Jahrestags des Kriegsendes statt. Heute beschließen die Freyler-Konzerte traditionell jede Spielzeit des Orchesters.
Fanger initiierte 1996 die Konzertreihe „Zeitgenossen“ mit, bei der moderne Musik aufgeführt wurde. Im selben Jahr brachte das Orchester in der Beethovenhalle Bonn die Neunte Sinfonie von Beethoven unter dem Programmtitel „Classic & Light“ umrahmt von einer Lasershow zur Aufführung und ging damit auf Tournee. Auf Einladung des Bundespräsidenten Roman Herzog gestaltete die Philharmonie unter Fanger 1996 das „Fest der Generationen“ im Berliner Schloss Bellevue. 1997 bot die Neue Elbland Philharmonie in erweiterter Besetzung eine bemerkenswerte Aufführung der 8. Sinfonie in c-Moll von Anton Bruckner in der Großenhainer Marienkirche dar.
In den 1990er Jahren etablierte Fanger außergewöhnliche Crossover-Projekte wie die philharmonischen Rockprogramme mit Electra und der Stern-Combo Meißen (1998 Aufführung des rocksinfonischen Werks „Weißes Gold“ im Theater Meißen).

#### 2000–2006 Neue Elbland Philharmonie
2000 fusionierte die Elbland-Philharmonie mit dem Sinfonieorchester Pirna zur Neuen Elbland Philharmonie. Das neue Ensemble wurde zur EXPO 2000 nach Hannover eingeladen, wo Fanger zeitgenössische Werke von Wilfried Krätzschmar, Steffen Schleiermacher und Bernd Franke zur Aufführung brachte. Weitere Höhepunkte des Jubiläumsjahres 2000 (die Riesaer Symphoniker wurden 1950 gegründet) waren die Aufführung der Sinfonie Nr. 3 in d-Moll von Gustav Mahler in Pirna, Dresden und Riesa sowie das Richard-Wagner-Konzert mit Theo Adam in der Freyler-Halle in Riesa.
Seit 2001 leitete Fanger die jährlich stattfindende Orchesterakademie der Neuen Elbland Philharmonie für junge Musikerinnen und Musiker aus Musikschulen Sachsens. Außerdem veranstaltete er Komponistenworkshops für Studierende der Dresdner Musikhochschule.
2002 spielte er mit dem Orchester die CD „Johann Strauß“ mit Musik der Familie Strauß ein. Im gleichen Jahr begleitete die Neue Elbland Philharmonie die Jubiläumsveranstaltung des Zwinger-Trios (Tom Pauls, Peter Kube, Jürgen Haase) in der Jungen Garde (Freilichtbühne Großer Garten) in Dresden. Ausschnitte der Gala wurden auf DVD veröffentlicht. Fanger und Pauls konzipierten gemeinsam Programme wie „Pauls Philharmonische Verwandlungen“, „Ein Sommernachtstraum auf Säggs’sch“ oder „Ilse Bähnerts Wunschkonzert“. 2005 wurde das Programm „Jawoll, meine Herrn – Schlager von Heinz Rühmann und Freunden“ mit dem Zwinger-Trio auf CD veröffentlicht.
2006 entstand eine Koproduktion zwischen der Neuen Elbland Philharmonie und dem Theater Junge Generation Dresden mit dem Titel „Das Tun und das Nichts“ nach einem Szenarium von Caren Pfeil. Das Stück, das eine fiktive Begegnung zwischen Samuel Beckett und Bertolt Brecht inszeniert, stand unter der musikalischen Leitung Fangers.
Während seiner Tätigkeit als Chefdirigent reiste Fanger für zahlreiche Gastdirigate nach Ungarn, Rumänien, Polen, Tschechien, Belarus und arbeitete mit verschiedenen Orchestern in Deutschland, wie z. B. der Dresdner Philharmonie, den Münchner Symphonikern, dem Saarländischen Jugendorchester, der Jenaer Philharmonie, der Thüringen Philharmonie Gotha sowie der Staatskapelle Schwerin.
2006 endete Fangers Tätigkeit als Chefdirigent bei der Neuen Elbland Philharmonie, die unter seiner Leitung zunehmende Bedeutung erlangt hatte. Sie wurde mehrmals zu Tourneen und Gastspielen im gesamten Bundesgebiet eingeladen. In ihrem Nachruf auf Fanger schrieb die Elbland Philharmonie Sachsen (2012 aus der Fusion der Neuen Elbland Philharmonie mit dem Orchester der Landesbühnen Sachsen entstanden) in einem Facebook-Post am 27. Oktober 2020: „Unter der künstlerischen Leitung von Peter Fanger entwickelte sich das Orchester […] zu einem renommierten Klangkörper, dessen Qualität sich vor allem in der außerordentlichen Flexibilität zeigte, mit der sich die Musiker bis heute in jedem Genre bewegen.“
Ekkehard Klemm, derzeitiger Dirigent der Elbland Philharmonie Sachsen, würdigte Fangers Leistung mit den Worten: „Die Souveränität, das Charisma des Kollegen war stets bewundernswert. Nicht zuletzt ist Peter Fanger einer jener Dirigenten aus der DDR, die die Entwicklungen vor und nach 1989 ganz aktiv und vor allem konstruktiv gestaltet haben. […] Allen Widrigkeiten zum Trotz gelang es ihm, das Orchester in schwierigsten Zeiten durch alle Täler der kulturpolitischen Herausforderungen zu führen und dabei stets neue Ideen zu profilieren sowie Motivation zu generieren. Auf Peter Fanger gehen bspw. die Konzerte mit Tom Pauls zurück – das Lachen hat er nie verlernt! Ebenso verdienstvoll sind seine Initiativen für junge Leute, seien es Jugendkonzerte oder sein Engagement für den musikalischen Nachwuchs.“

### 2006–2020 Dresden
2006 erhielt Fanger zeitweise eine Professur an der Hochschule für Musik Carl Maria von Weber Dresden und leitete dort die Opernklasse. In den folgenden Jahren übernahm er Proben des Frauenkirchen-Chores und des Sinfoniechores der Semperoper Dresden. Er wirkte als Korrepetitor und Chordirigent in der Musical-Werkstatt „Oh-Töne“ in Dresden mit und leitete einige Jahre den Chor der „Elbhanglerchen“. Fanger arbeitete mit der Theatergruppe „Dramaten“ zusammen (u. a. 2008 bei „Kafka – Der Prozess“ im Societaetstheater) und wirkte beim Rocktheater Dresden mit, insbesondere bei der „Yiddish Rock’n’Roll-Show“, die 2011 in der Black Box im Gasteig in München gastierte.
Von Januar 2010 bis Juli 2011 leitete Fanger den „St. Lukas Gospelchor“ an der Lukaskirche in Dresden. Im Dezember 2009 übernahm er bis 2011 die musikalische Leitung des Oratorienchores „concentus vocalis St. Lucas“ (u. a. Aufführung der „Messa da Requiem“ von Giuseppe Verdi 2010 in der Lukaskirche). 2016 bis 2019 dirigierte Fanger erneut den nun in „concentus vocalis Dresden“ umbenannten Chor, der seitdem in der St.-Petri-Kirche in Dresden auftritt.
Fanger gründete im September 2011 den Kammerchor Camerata Cantorum, den er bis zu seinem Tod leitete. Der Laienchor zeichnet sich durch ein vielfältiges Repertoire mit Werken aus verschiedenen Epochen und Stilen aus. „Das Engagement für die Chormusik – zuletzt im Mittelpunkt seiner Tätigkeit – durchzog Peter Fangers Leben wie ein roter Faden“, so Ekkehard Klemm gegenüber den DNN. Nach fünfjähriger und nach achtjähriger Zusammenarbeit veröffentlichte der Kammerchor unter Fangers Leitung jeweils eine CD.
2017 übernahm Fanger im Volkstheater Rostock bei dem Musical „Shockheaded Peter“ der Band „The Tiger Lillies“ (Regie: Volker Metzler) die musikalische Leitung und wirkte bei den Aufführungen mit.
In der Nacht zum 25. Oktober 2020 ist Peter Fanger nach kurzer schwerer Krankheit im Alter von 74 Jahren in Dresden gestorben. Er hinterlässt eine Tochter und einen Sohn. Am 10. November wurde er in Dresden auf dem Striesener Friedhof beigesetzt.
Kerstin Leiße schrieb in ihrem Nachruf auf Fanger in der DNN: „Ein Künstler, der mit Kontinuität, Können, Zuverlässigkeit und Vision dort gearbeitet und gewirkt hat, wo es darum geht, Musik zu den Menschen zu bringen, Ensembles durch schwierige Zeiten zu steuern und sie dadurch in ihrer Existenz und in ihrem Wirken für das Publikum zu sichern. Die sächsische Musiklandschaft hat Peter Fanger sehr viel zu verdanken.“

## Gegründete Klangkörper
- Singakademie Suhl 1976
- Neues Frankfurter Collegium Musicum 1984
- Camerata Cantorum (Kammerchor Dresden) 2011

## Ur- und Erstaufführungen
- Neue Elbland Philharmonie: Rainer Hrasky, Mater Terra „Ich liebe ein Stück Erde“. Oratorium für Soli, Chor und Orchester nach Texten von Hanns Cibulka (1990, UA)
- Neue Elbland Philharmonie: Karsten Gundermann, Konzert für Didgeridoo und Orchester. Solist: Jan Heinke, Didgeridoo (2003, UA)
- Neue Elbland Philharmonie: Hans Rott, 1. Sinfonie E-Dur (2004, EA in den neuen Bundesländern)
- Camerata Cantorum mit dem Sinfonischen Orchester der Auferstehungskirche Dresden-Plauen: „Dresden“, Kantate von René Carlos Ochoa (2015, EA in Europa anlässlich des Gedenkens an den Bombenangriff auf Dresden 1945)

## Aufnahmen
- Riesaer Symphoniker: Werke von Mozart, Grieg, Rachmaninow und Brahms. Solist: Andreas Boyde, Klavier. Studio Lukaskirche Dresden, Oktober 1992
- Neue Elbland Philharmonie: Johann Strauß. Kulturhaus „Schloss“ Großenhain, September 2002
- Zwanzig Jahre Zwinger-Trio – Neue Elbland Philharmonie. Ausschnitte aus der Gala zum „Großen Zwinger-Trio-Jubiläums-Humor-Abend“. Junge Garde Dresden, 2002 (DVD)
- Zwinger-Trio und Neue Elbland Philharmonie: „Jawoll, meine Herrn“ – Schlager von Heinz Rühmann und Freunden. 2005
- Camerata Cantorum: Fünf. Stadtkirche Augustusburg, Mai 2016
- Camerata Cantorum: Acht. Stadtkirche Augustusburg, Oktober 2019